# Kelechi Nnamdi
Kelechi Nnamdi (* 22. března 2006) je rakouský fotbalista, který hraje za First Vienna FC 1894.

## Klubová kariéra
V sezóně 2023/24 přešel do First Vienna FC 1894. V sezóně odehrál za B-tým 30 zápasů. V září 2024 byl poprvé povolán do A-týmu. Ve stejném měsíci debutoval za A-tým proti SW Bregenz.